# John Berkeley (4e vicomte Fitzhardinge)
Pour les articles homonymes, voir John Berkeley et Berkeley.
John Berkeley (1650 - 19 décembre 1712) est un courtisan anglais, fonctionnaire du trésor, officier de l'armée et homme politique qui siège à la Chambre des communes anglaise et britannique de 1690 à 1710.

## Jeunesse
Il est le deuxième fils de Charles Berkeley (2e vicomte Fitzhardinge) et son épouse Penelope Godolphin, fille de Sir William Godolphin, député de Godolphin, en Cornouailles. Son père et ses frères sont actifs dans le service royal après la restauration et Berkeley lui-même est un page d'honneur du roi Charles II de 1668 à 1672. Son frère Charles Berkeley (1er comte de Falmouth) reçoit la pairie irlandaise de Lord Fitzhardinge, laquelle est transmise à son père puis au frère aîné de John, Maurice Berkeley (3e vicomte Fitzhardinge).

## Carrière
Il rejoint l'armée en 1673 comme enseigne dans Le Power's Foot. En 1675, il devient capitaine du Grenadier Guards et lieutenant-colonel du colonel Edward Villiers en 1678. Il est écuyer de la princesse Anne de 1685 à 1702. Il combat à la bataille de Sedgemoor en 1685 et est fait colonel de son propre régiment de dragons (devenu le 4th Queen's Own Hussars) de 1685 à 1688 et de 1688 à 1693. Il est promu brigadier général en 1690. Il épouse Barbara, fille de Edward Villiers (1620-1689), chevalier marshal de la Maison Royale.
En 1690, il hérite de la pairie irlandaise de son frère Maurice. Après avoir hérité du siège familial de Bruton, il est nommé Custos Rotulorum de Somerset de 1690 à sa mort. Il est élu député du Hindon aux élections partielles du 20 avril 1691. Il est nommé à deux comités chargés des dépenses de l'armée en novembre 1691 et est nommé membre du comité sur le projet de loi sur la mutinerie en février 1692. Après deux années au poste de gouverneur de Kinsale de 1692 à 1693, il est nommé scrutateur à la réception du Trésor à vie en 1694. À l'élection générale de 1695 en Angleterre, il est réélu sans opposition au poste de député de Windsor comme député de la Cour. Il vote en faveur de la fixation du prix des guinées à 22 shillings en mars 1696. À l'élection générale anglaise de 1698, il est de nouveau député de Windsor. Il vote contre la troisième lecture du projet de loi sur la dissolution du 31 janvier 1699. Il est réélu sans opposition aux deux élections générales de 1701 et aux élections générales de 1702. En 1702, il est nommé trésorier de la Chambre de la reine Anne et en 1703, son épouse reçoit une pension de £ 600 par an, après avoir été gouvernante du duc de Gloucester. Il est réélu sans opposition aux élections législatives anglais de 1705 et vote pour le candidat de la Cour à la présidence de la Chambre le 25 octobre 1705. Il appuie la Cour sur la «clause de la place» dans le projet de loi sur la régence en février 1706. Lors des élections générales britanniques de 1708 il est réélu comme whig pour Windsor. Il vote pour la naturalisation des Palatins en 1709 et pour la destitution du docteur Sacheverell en 1710. Il prend sa retraite lors des élections générales britanniques de 1710. La reine le laisse garder ses postes à l'échiquier et à la maison royale.

## Famille
Il meurt à Windsor d'une paralysie le 19 décembre 1712 et est enterré à l'abbaye de Westminster. Par sa femme, il a deux filles.
- Frances Berkeley, mariée à Thomas Clarges, 2e baronnet. Avant 1721. Ils ont deux enfants[2].
- Mary Berkeley (avant 1671 - 3 juin 1741), épouse Walter Chetwynd (1er vicomte Chetwynd) le 27 mai 1703 à St Martin-in-the-Fields à l'église, Covent Garden, Londres. Elle est une demoiselle d'honneur de la reine Anne, sans descendance.

Sans héritier masculin, son titre disparait.